# Иона Печенгский
Ио́на Пече́нгский (в миру Иоа́нн; ок. 1500 — 15 декабря 1589) — иеромонах Печенгского Троицкого монастыря, ученик преподобного Трифона Печенгского.
Канонизирован в 2003 году в лике священномученика. Почитается в Соборах кольских и новгородских святых.
Сведения о Ионе Печенгском известны из монастырского предания и жития его учителя Трифона Печенгского.

## Жизнеописание
Происхождение и дата рождения Ионы Печенгского неизвестны. Относительно места рождения есть предположение, что это поморское село Варзуга на Терском побережье Кольского полуострова. Это предположение основано на записи древнего Синодика Соловецкого монастыря, где упоминаются вместе игумен Гурий, инок Герман и «священноинок из Варзуги Иона». По всей видимости, это имена иноков Печенгского монастыря, погибших во время нападения «свейских немцев» в 1589 году.
Первое сообщение о святом относится к 1533 году, когда тот стал священником церкви Николая Чудотворца в городе Кола: «Первый и единственный священник в Коле стал быть 6 декабря 1533 года». Это церковь была перестроена из часовни, некогда поставленной монахами Николо-Корельского монастыря, и иерей Иоанн стал первым её настоятелем.
Дальнейшие сведения об отце Иоанне неоднозначны. Большинство источников сообщает о смерти жены и дочери кольского священника и о том, что Иоанн после этого ушёл в монастырь преподобного Трифона и был пострижен там с именем Иона. Однако рукопись Печенгского монастыря сообщает: «Супруга же роди ему дщерь. По рождении же оному непросвященному младенцу прилучися зело болеть, и по общему совету с супругою крестиша её и тоя ради вины остави супругу и дщерь в дому и отъиде во обитель святого и бысть ему ученик». Иными словами, отец Иоанн вынужден был крестить свою дочь вместе с супругой и, таким образом, сочетавшись с ней духовным родством, уже не мог оставаться в супружеских отношениях с ней. Это ситуация подпадает под 53-е правило VI Вселенского Собора: «Понеже родство по духу есть важнее союза по телу… да отступят от сего незаконного супружества».
Итак, отец Иоанн ушёл в монастырь преподобного Трифона и стал там его самым близким учеником. Так как сам Трифон, повинный в пролитии крови, не мог воспринять священнический сан, то священнодействовать в монастыре стал его новый ученик, теперь иеромонах Иона.
Нет никаких надёжных сведений, как поступил Иона после того, как в 1548 году преподобный Трифон вынужден был покинуть свой монастырь. Вероятней всего он ушёл со своим старцем и разделил с ним его скитания. С ним же и игуменом Гурием он вернулся в новый Печенгский монастырь в 1556 году.
Священномученик Иона принял смерть в декабре 1589 года во время нападения шведского отряда на монастырь. Как известно из монастырского предания, святой был убит во время Литургии, которую он совершал в Успенской церкви в пустыне у Трифонова ручья. Смерть застала 90-летнего иеромонаха, когда он со Святыми Дарами вышел на солею. Вместе с ним погиб сослужащий ему инок Герман. Оба мученика были погребены рядом с могилой преподобного Трифона.

## Почитание
Для общецерковного почитания канонизирован в 2003 году вместе с другими 116 мучениками, погибших во время финского рейда. До этого почитался местно.